# Jasna Kolar-Merdan
Jasna Kolar-Merdan (født Jasna Merdan 19. oktober 1956 i Mostar) er en jugoslavisk/østrigsk tidligere håndboldspiller, som deltog i tre olympisk lege i 1980'erne og 1990'erne.

## Håndboldkarriere

### Klubhold
Jasna Kolar-Merdan indledte sin håndboldkarriere i den jugoslaviske klub ŽRK Lokomotiva Mostar, inden hun i 1984 skiftede til østrigske Hypo Südstadt (senere Hypo Niederösterreich). Her blev hun mangedobbelt østrigsk mester og var med til at føre klubben til sejr i mesterholdenes Europa Cup (senere Champion League) i 1989, 1990, 1992 og 1993. Hun spillede en sidste sæson i WAT Fünfhaus.

### Landshold
Hun spillede oprindeligt for Jugoslavien og var der med til OL 1980 i Moskva, hvor de seks hold spillede alle-mod-alle. Her vandt Jugoslavien over alle andre hold end hjemmebanefavoritterne fra Sovjetunionen, der sikrede sig guldet med lutter sejre, samt DDR, som de spillede uafgjort med. Jugoslavien og Kolar-Merdan fik sølv, da de havde en bedre målscore end DDR, der fik bronze. Hun spillede i alle fem kampe og scorede ni mål.
Ved OL 1984 i Los Angeles var hun igen med til en turnering, hvor de fleste østeuropæiske hold med Sovjetunionen i spidsen boykottede legene. Som bronzevindere ved VM 1982 efter to af de hold, der holdt sig væk, var Jugoslavien nu store favoritter. Den første kamp, mod Vesttyskland, kun blev vundet med 20-19, men derpå var der ingen slinger i valsen, og med lutter sejre sikrede jugoslaverne sig guldet, mens Sydkorea fik sølv og Kina bronze. Hun spillede i alle fem kampe og scorede 48 mål som topscorer i turneringen, heraf 17 mål i kampen mod USA.
Hun blev valgt til Verdens bedste håndboldspiller i 1990 af International Handball Federation.
Efter at hun i 1985 var blevet østrigsk statsborger, spillede hun for Østrig, og hun var med for denne nation til OL 1992 i Barcelona, hvor østrigerne blev nummer fem. Hun spillede i alle fire kampe og scorede 23 mål.

## Videre karriere
Sammen med sin mand drev hun i flere år en café i Maria Enzersdorf. Fra 2014 til 2016 var hun træner for den østrigske klub Union Korneuburg.